# 川口正志
川口 正志（かわぐち しょうし、1934年 - ）は、奈良県出身の部落解放運動家。部落解放同盟奈良県連合会常任顧問、元奈良県議会議員（無所属。元社民党）。

## 経歴
奈良県南葛城郡掖上村（わきがみむら）柏原北方（かしはらきたほう、現在の御所市）の被差別部落に生まれ育つ。中学校卒業後、京都市や大阪市や北九州市で靴職人見習や丁稚や店員を経験。帰郷後、青年団活動を始める。1957年、部落解放同盟奈良県連合会の創立に伴い、阪本清一郎の世話で専従の書記となる。1958年、県連柏原支部の結成に伴い、やはり阪本の後押しで同支部長書記長となる。1959年、第2回大会で奈良県連書記次長となる。1962年、部落解放同盟奈良県連合会書記長に就任。1966年から御所市議会議員を2期8年にわたって務める。1979年から奈良県議会議員。1982年から部落解放同盟中央本部副執行委員長。同年から部落解放同盟奈良県連合会委員長。
1982年11月25日、国体ラグビー会場用地をめぐる土地転がしで1億2000万円を受け取ったことを奈良地方検察庁に発表される。土地転がしの共犯である社長は逮捕されたが、部落解放同盟奈良県連合会幹部の米田富と山下力の防戦で川口は辛うじて逮捕を免れた。しかし、このとき山下から書記長辞任を促されたことへの反撥から、山下と不和に至った。
このころ、部落大衆の前で「私のことを利権屋と言うけれども、私は部落の人が全員、ハタからみてうらやましがられるような金持ちになって欲しいと思っている」と演説し、山下に「だからと言って自分が最初に金持ちになることないやんけ」「この人にはもう付いていけないな」という感想を抱かしめた。1984年9月26日、国体ラグビー会場用地の土地転がし事件につき、奈良市民11人から約2億3000万円の損害賠償請求訴訟を起こされる。
1993年6月15日、部落解放同盟奈良県連合会統制委員会にて、山下力委員長と池原茂光書記長を除名（以後、川口が率いる県連は俗に「川口県連」と称される）。一方、山下を委員長とする部落解放同盟奈良県連合会（山下県連）の側も、県連統制委員会にて川口を除名する（山川戦争）。
2022年4月1日、高齢者叙勲で旭日中綬章受章　部落解放同盟奈良県連合会常任顧問就任。